# Caryanda prominemargina
Caryanda prominemargina är en insektsart som beskrevs av Xie, S. och Z. Zheng 1993. Caryanda prominemargina ingår i släktet Caryanda och familjen gräshoppor. Inga underarter finns listade i Catalogue of Life.